# Softline
Softline est un magazine mensuel américain consacré aux jeux vidéo, publié de septembre 1981 à avril 1984 par Softalk Publishing. Son dernier numéro a été publié sous le nom « ST. Game ».